# Banqueting House

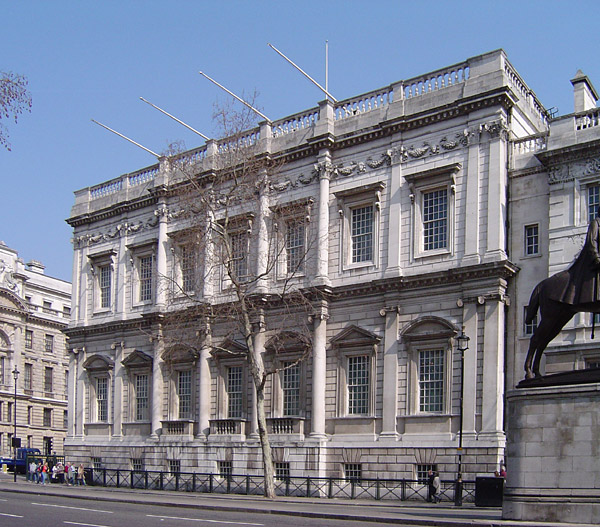
Banqueting House

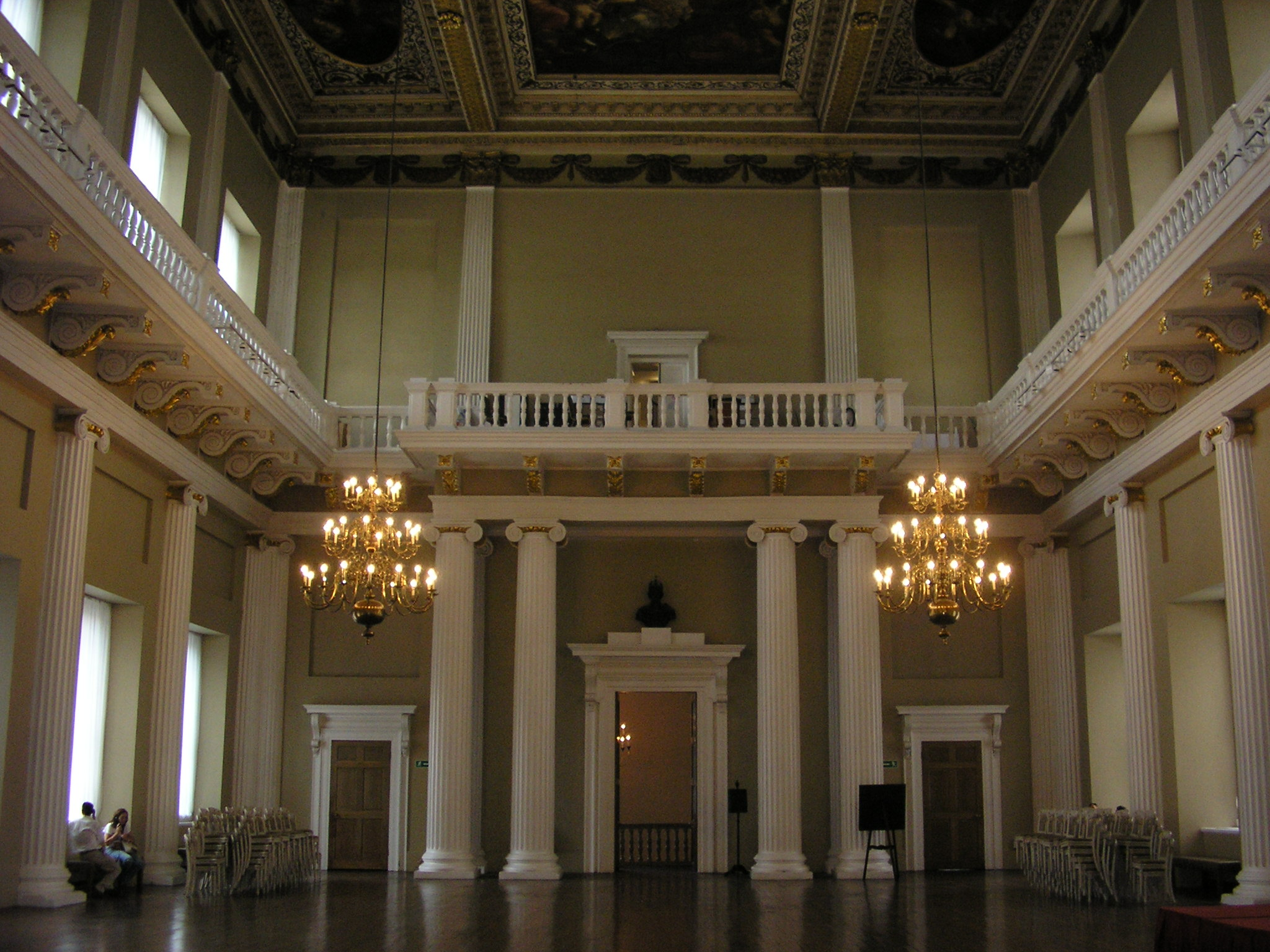
Königlicher Bankettsaal

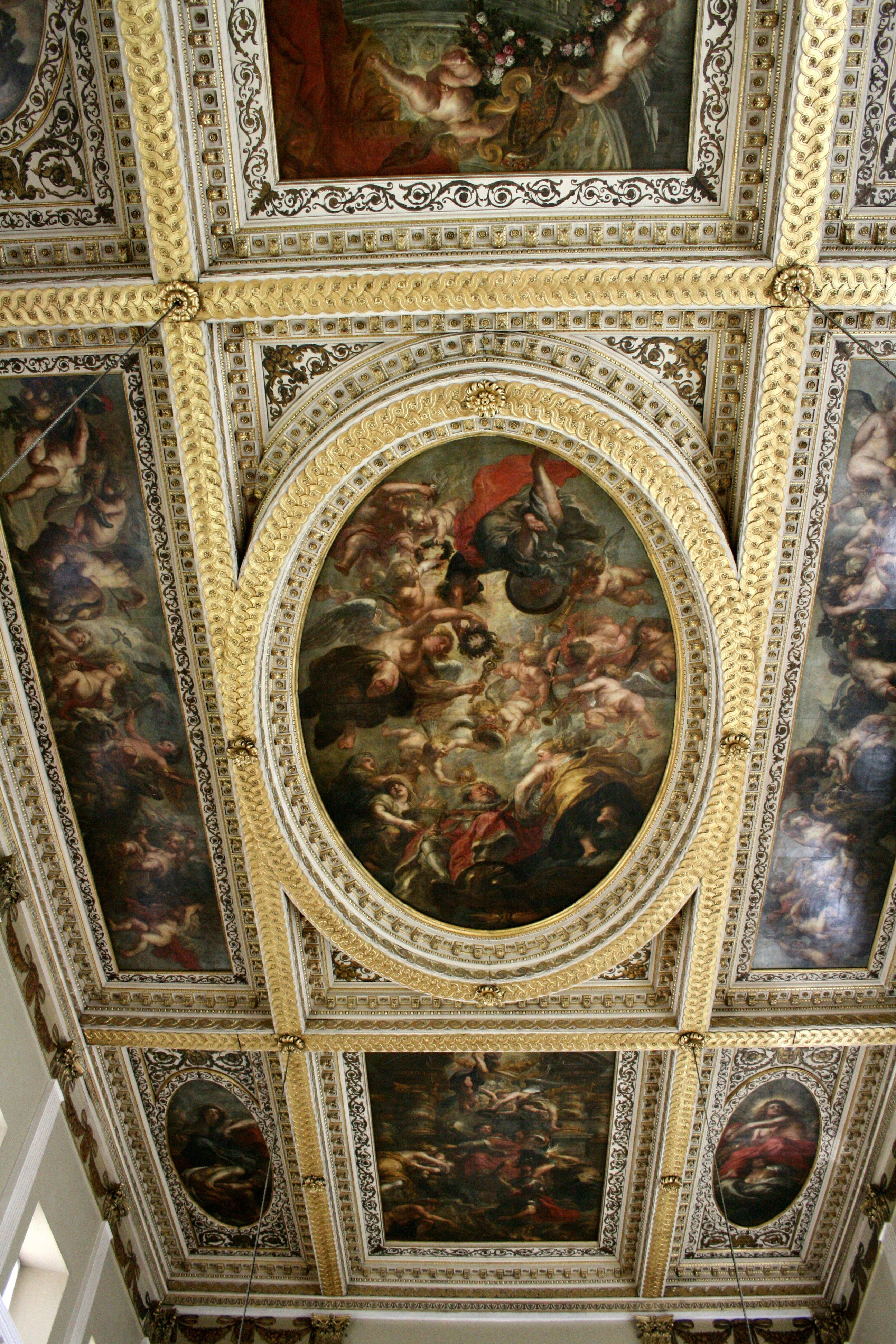
Deckengemälde von Rubens

Das Banqueting House im Londoner Stadtteil Westminster, zwischen 1619 und 1622 nach Plänen von Inigo Jones errichtet, ist das älteste klassizistische Gebäude der Stadt und der einzige heute noch existierende Teil des 1698 abgebrannten Whitehall-Palasts.

## Geschichte und Architektur
Das Banqueting House war bei seiner Errichtung bereits der dritte Bankettsaal an dieser Stelle. Den ersten hatte König Jakob, der erste britische Monarch aus dem Haus Stuart, abreißen lassen. Der zweite war durch einen Brand zerstört worden. Mit dem Neubau beauftragte der König den Architekten Inigo Jones, der sich von den Bauten des italienischen Architekten Andrea Palladio inspirieren ließ. Unter seiner Leitung entstand von 1619 bis 1622 das bis heute bestehende Gebäude überwiegend aus hellem Portland-Stein. Das Banqueting House stellt einen Meilenstein in der englischen Architektur dar: Es war seinerzeit das erste Bauwerk Londons, das im Stil des Klassizismus errichtet wurde und begründete den sogenannten Palladian Style. Im Keller des Hauses wurde nach Plänen von Isaac de Caus eine Grotte angelegt.
Nur 27 Jahre nach der Fertigstellung des Gebäudes wurde Jakobs Sohn und Nachfolger, König Karl I., direkt vor dem Banqueting House öffentlich hingerichtet. Durch ein Fenster des Hauses bestieg er am 30. Januar 1649 das davor errichtete Schafott, auf dem er enthauptet wurde. Der Whitehall-Palast, seinerzeit die größte Schlossanlage Europas, fiel 1698 bis auf das Banqueting House einer Feuersbrunst zum Opfer. Der Palast wurde danach nicht wieder aufgebaut, und die englischen Könige verlegten ihre offizielle Residenz an den Hof von St James.
Das Banqueting House steht heute als Sehenswürdigkeit Touristen offen. 2024 betrug die Besucherzahl etwa 1.300 Personen.

## Bankettsaal
Während das kaum belichtete dreischiffige Sockelgeschoss lediglich Wirtschaftszwecken dient, bildet der doppelt kubische Bankettsaal das Prunkstück des Gebäudes. Er nimmt mit 17 × 34 × 17 Metern die gesamte Grundfläche des Hauses ein und erstreckt sich über zwei Geschosse. Diese Unterteilung, außen an der Fensterzonung ablesbar, wird im Saal durch eine umlaufende Galerie markiert. Ionische Säulen stützen die Galerie, von der aus korinthische Säulen nach oben zur Decke streben, dem prächtigsten und wertvollsten Teil des Bankettsaales.

## Deckengemälde
Die Deckengemälde des Bankettsaales entstanden 1630–1634, also bereits zur Regierungszeit Karls I. Sie stammen von Peter Paul Rubens und seiner Werkstatt, der Maler erhielt dafür die damals enorme Summe von 3.000 Pfund und wurde zum Ritter geschlagen. Die Gemälde zeigen eine Huldigung an die Herrscher der Stuart-Dynastie, insbesondere an Jakob I.
Das ovale Mittelfeld stellt die Apotheose Jakobs I. dar, begleitet von den Personifikationen der Gerechtigkeit, Religion, Ehre und des Sieges. Auf dem Nachbarfeld an der Eingangsseite krönt Minerva Karl, den Sohn und Nachfolger Jakobs als König von England und Schottland. Das südlich gegenüberliegende Bildfeld ist dem Vater gewidmet, er zeigt auf die allegorischen Figuren von Frieden und Wohlstand, derweil Minerva den Aufruhr vertreibt, eine bildlich ausgedrückte Hoffnung, die sich nicht erfüllen sollte: Eine Büste über dem Eingang erinnert an die Hinrichtung Karls I. vor dem Banqueting House.